# Саадити
Саадитите (на арабски: سعديون) са династия, управлявала Мароко от 1554 до 1659 година. Преди това, от 1509 година, те управляват само една област в южната част на страната.
Родът на Саадитите претендира за произход от Мохамед чрез дъщеря му Фатима и Али ибн Абу Талиб. В Мароко първоначално те са шерифи на Тагмадерт в долината на река Дра. При управлението им Мароко успява да отблъсне опитите на Португалия и Османската империя за завземане на части от страната. Най-известният саадитски султан е Ахмад ал-Мансур. Той финансира построяването на замъка Ел Бади в Маракеш, от който днес са останали предимно развалини.

## Владетели

### В Южно Мароко (1509-1554)
- Абу Абдалах ал-Каим (1509-1517)
- Ахмад ал-Арадж (1517-1544)
- Мохамед аш-Шейх (1544-1554)

### Султани на Мароко (1554-1603)
- Мохамед аш-Шейх (1554-1557)
- Абдалах ал-Галиб (1557–1574)
- Абу Абдалах Мохамед II (1574–1576)
- Абу Маруан Абд ал-Малик I (1576–1578)
- Ахмад ал-Мансур (1578–1603)
- Абу Фарес Абдалах (1603–1608, контролира само части от страната)

### Султани в Маракеш (1603-1659)
- Зидан Абу Мали (1603–1627)
- Абу Маруан Абд ал-Малик II (1627–1631)
- Ал Уалид ибн Зидан (1631–1636)
- Мохамед еш Шейх ес Сегир (1636–1655)
- Ахмад ел Абас (1655–1659)

### Султани във Фес (1604-1627)
- Мохамед еш Шейх ел Мамун (1604-1613)
- Абдалах II (1613-1623)
- Абд ел Малек (1623-1627)